# Aegirocassis
Aegirocassis ist ein ausgestorbener Arthropode, der in den Meeren des Unterordoviziums lebte. Seine fossilen Überreste liegen in der Fezouata-Formation im Südosten Marokkos. Er gehört in die Familie der Hurdiidae aus der übergeordneten Gruppe der Anomalocarididae. Mit Aegirocassis benmoulae ist nur eine Art der Gattung bekannt. Der Artname benmoulae ist eine Ehrung für den Fossiliensammler Ben Moula, der ein besonders gut erhaltenes Exemplar entdeckt hatte. Ein dreidimensional erhaltenes Exemplar in herausragender Erhaltung ermöglichte 2015 neue Einsichten in die Morphologie, Systematik und Ökologie dieser Tiere: Sie hatten einen langen, segmentierten Leib und bewegten sich mit zweiästigen Schwimmanhängen durch den Ozean. Die Kopfanhänge bildeten einen Filtrierapparat und geben wichtige Hinweise auf ihre Ernährung und das marine Ökosystem im Unterordovizium.
Ben Moula hatte 2011 das dreidimensional erhaltene Fossil entdeckt, er erkannte dessen Bedeutung und informierte den Paläontologen Peter Van Roy. Van Roy und seine Arbeitsgruppe präparierten den Fund in mehr als 500 Stunden Arbeit und konnten das Fossil umfassend wissenschaftlich beschreiben.

## Merkmale
Aegirocassis war ein fast 2 Meter großer Meeresbewohner mit einem dreiteiligen vorderen Carapax. Der lange, flache Rumpf ist in 11 Segmente untergliedert. Jedes Körpersegment hat seitliche, flügelähnliche Strukturen (flaps), je zwei dorsal und ventral. Aegirocassis ist mit seinen zweiästigen flügelartigen Flossen (flaps) ein Missing Link auf dem Weg zu modernen Krebsen: Die rezenten Crustaceen haben multifunktionale Extremitäten zum Schwimmen, Laufen, Atmen, Greifen und zur Spermaübertragung.
Dieser Fund bestätigt die Vorstellung, dass die zweiästigen Körperanhänge der Krebse sich aus einer Verschmelzung dieser dorsalen und ventralen Flossenstrukturen (flaps) entwickelt haben. Bei den Anomalocarididen sind diese Körperanhänge noch nicht miteinander verschmolzen – darum ordnet Van Roy diese Tiergruppe in ein frühes Stadium der Euarthropoden-Evolution ein. Zwischen den beiden dorsalen Flossen verläuft quer über das Rumpfsegment ein Band von Borsten. Aegirocassis hat unter dem Kopf einen Filtrierapparat, der aus 7 Kopfanhängen (Podomeren) unterschiedlicher Länge besteht. Die Podomere sind unterschiedlich lang und mit dornartigen Stacheln und feineren Borsten besetzt. Keines der Aegirocassis-benmoulai-Exemplare hat, trotz guter Weichteilerhaltung, einen Schwanzfächer. Augen sind bisher noch bei keinem Exemplar gefunden worden. Dazu kommt ihre Größe: Sie war etwa doppelt so groß wie der nächstkleinere Meeresbewohner.

## Ökologie
Aegirocassis lebte, wie alle ihre Verwandten, im Meer. Ihre Mundanhänge hat sie beim Schwimmen so nach vorn gestreckt, dass sie vor der Mundöffnung einen Filtrierapparat bildeten. Damit hat sie Plankton aus dem Meerwasser gefiltert. Diese filtrierende Ernährungsweise ist ungewöhnlich, denn fast alle anderen Anomalocariden waren Prädatoren und jagten größere Beute. Außer dem marokkanischen Fossil ist nur noch ein weiterer filtrierender Anomalocaridide bekannt, Tamisiocaris borealis aus dem unteren Kambrium von Grönland. Mit dieser Ernährungsstrategie und ihrer Größe hat Aegirocassis im ordovizischen Meer eine ähnliche ökologische Nische eingenommen wie die heutigen Bartenwale und Walhaie. Die Evolution großer, filtrierender Meerestiere ist ein Indiz für hoch entwickelte Plankton-Lebensgemeinschaften während des Great Ordovician Biodiversification Event.

## Systematik
Aegirocassis benmoulai ist die einzige bisher bekannte Art der Gattung Aegirocassis. Sie gehört in die Familie der Hurdiidae und somit zur Verwandtschaft der Anomalocarididae, die in die Stammgruppe der frühen Arthropoden eingeordnet werden. Ihre Fossilien sind bis heute in Nordamerika (USA/Kanada), China, Europa (Deutschland und Polen), Marokko und Australien gefunden worden. Die Verwandtschaftsverhältnisse sind allerdings aufgrund der großen Lücken im Fossilbefund noch nicht abschließend geklärt.

## Anmerkung zur Taxonomie
Der ursprüngliche Name des Fossils Aegirocassis benmoulae wurde 2015 entsprechend der Anforderungen der Internationalen Regeln für die Zoologische Nomenklatur in Aegirocassis benmoulai geändert.

## Fundort
Die Fezouata-Formation im Südosten Marokkos ist eine Konservatlagerstätte aus dem Unterordovizium und wurde 1990 von dem marokkanischen Fossiliensammler Ben Moula entdeckt. Diese Taphozönose gibt einen einzigartigen Einblick in die Artenvielfalt und Ökologie des Meeres zwischen dem Kambrium und dem Oberordovizium. Die fossilführenden Schichten wurden in ruhigem, tiefem Wasser abgelagert. Die meisten Fossilien der Fezouata-Formation sind flachgedrückt, einige sind dreidimensional erhalten. In manchen Fällen sind auch nicht mineralisierte Körperanhänge fossiliert. Diese Weichteilerhaltung ist typisch für Konservatlagerstätten. Alle dreidimensional erhaltenen Exemplare in Fezouata stammen aus zwei Fundstellen der östlichen Flanke des Jbel Tigzigzaouine. Die Carapaxe, Borsten (setal blades) und Ventraldornen der Kopfanhänge stammen von verschiedenen Fossilexemplaren von mehreren anderen Fundstellen.

## Bedeutung des Fundes
Fezouata ist eine berühmte Fossilienfundstelle aus dem Paläozoikum. In diesen Meeresablagerungen sind, neben einer Vielzahl anderer Meeresbewohner, gleich mehrere neue Arten von Anomalocarididae entdeckt worden. Über mehr als 30 Millionen Jahre hinweg waren sie wichtige Elemente der dortigen marinen Lebensgemeinschaften. Fezouata Biota schließt eine Wissenslücke zwischen den kambrischen Fossillagerstätten und den spätordovizischen Soom-Schiefern.
Die große Anzahl der Fossilien und ihre herausragenden Erhaltung machen diese Konservatlagerstätte so bedeutend wie die kanadische Burgess Shale oder die deutschen Bundenbach-Schiefer.
Die Entdeckung dieses dreidimensionalen Aegirocassis-benmoulai-Exemplars ist besonders bedeutsam, weil diese Erhaltung neue Erkenntnisse zur Anatomie, Ökologie und Evolution der Anomalocarididen ermöglicht.

## Etymologie
- Ægir ist ein Riese der nordischen Mythologie und der Meeresgott.
- Cassis (lateinisch Helm) bezieht sich auf die Größe des Kopfschildes.
- benmoulai: Mohamed ‘Ou Said’ Ben Moula ist der Fossiliensammler, der die Fezouata Biota und das Fossil entdeckt hat.
- Geschlecht: weiblich.